# Покрово-Марфино
Покрово-Марфино — село в Знаменском районе Тамбовской области Российской Федерации. Административный центр Покрово-Марфинского сельсовета.
С 1928 по 1959 год — административный центр Покрово-Марфинского района.

## География
Покрово-Марфино находится в центре Окско-Донской равнины. Климат умеренно континентальный. Из почв преобладает чернозём. Село расположено в лесостепной зоне; распаханность земель составляет около 40 %. Село стоит на реке Большая Липовица, запруженной возле селения. Природа окрестностей села (юго-западная часть Тамбовской области; равнинная степь) издревле определяла направления хозяйской деятельности жителей — земледелие, скотоводство.

## Топоним
Современное двухосновное название села связано с престолом церкви села в честь Покрова Пресвятой Богородицы и имени бывшей помещицы, тогда ещё деревни Марфино.
Также прежние названия: Липовица (в честь протекающей реки) и Хотяинцево (фамилия помещика Фёдора Фёдоровича).

## История

### До основания
Первые стоянки на территории близ села возникли в эпоху позднего бронзового века, около 2 половины тысяч лет до н. э.. Так, близ Новопокровки Мордовского района был обнаружен курган бронзового века срубной культуры. Курганы также обнаружены в д. Борозде, 2 кургана в д. Прудках, 3 в Третьяковке.
Известно, что в период раннего средневековья на этой территории кочевали половцы, а затем и другие кочевые народы.
До конца XVIII века местность рядом с нынешним селом была совсем не заселена. Это была безлюдная степь, входившая в состав Дикого поля. Это объясняется тем, что, эти земли были местами откуда совершали набеги различные кочевники и селиться было небезопасно. Кроме того рек, на которых раньше селились люди было крайне мало и степной климат не позволял эффективно заниматься земледелием.
Так, Лаврово появилось в 1780-х годах, Дуплято-Маслово и Грачёвка в конце XVIII века. Подлинно известно, что в 1769 году в этих местах не было ни одного населённого пункта.

### конец XVIII века
Вначале на месте села была небольшая деревня "Марфина" ("Альшанка, Хвощинская, Липовица тож".), принадлежащая некой помещице Марфе Хвощинской. В 1787 и 1791 годах отмечена на карте Тамбовского наместничества.
Скорее всего, деревня Марфино была основана не раньше 1780 года, так как в документах 1779 года, при перечислении всех населённых пунктов Тамбовского уезда деревни Марфино нет.
О селе Покрово-Марфино впервые упоминается в «Экономических примечаниях Тамбовского уезда», которые были составлены в конце XVIII века: «Село Покровское, Марфино тож, что преж была деревней помещицы Марфы. Домов — 52, мужчин — 147, женщин — 158».
В апреле 1790 г. новый владелец деревни отставной подпоручик гвардии Фёдор Фёдорович Хотяинцев (1750*-1822*), получив эти земли после выхода в отставку по берегам Липовицы начинает постройку здесь церкви. 
В 1799 году постройка была завершена. Это была каменная однопрестольная церковь в честь Покрова Пресвятой Богородицы  (штат: настоятель и 2 псаломщика) и деревня Марфино получила статус села. Это одна из первых каменных сельских церквей в Тамбовском уезде. Здание было: каменным, внутри покрыто кирпичными сводами, вытянутым, крестообразным (вид сверху) с шатровым полукруглым куполом. В ней было три входа, потолок алтаря проявлял изображённые лики святых. Внешний вид напоминал круг, круглым был и алтарь, под ним была система подземных ходов.
В честь престольного праздника село стали называть Покровское, а по имени первой помещицы — Марфино.

### XIX век
В документах VI ревизии 1811 года о селе Покрово-Марфино указаны некоторые подробности. Тогда оно принадлежало семье поручика Федора Федоровича Хотяинцева. В селе числилось 162 крепостных мужского пола.
После смерти Фёдора, в начале 1820-х годов, по разделительному акту селом владели его дочери. Позже, старшая дочь Хотяинцева - Александра Фёдоровна (1790 г.р.) 27 января 1831 года выкупила оставшуюся часть у своей сестры Надежды, составив крепостной акт, Александра стала единственной владелицей села.
В 1830-х полковник Михаил Фролов покупает часть села вместе с крестьянами у Хотяинцевой.
В 1845 году, каждый год 1 октября в соседней деревне Тюменевке проводилась Покровская ярмарка, а также там действовал базар. В 1847 году он был постепенно перенесён вторым помещиком - Михаилом Фроловым в село П-Мф, по просьбе крестьян. Количество вёдер полугара на 1848 - 6038. 
Село упоминается в X ревизии, тогда в 1856 году село насчитывало 62 крестьянских двора с населением мужского пола: — 248, население женского пола — 257 душ, всего 499 душ. Принадлежало двум помещикам большая часть - бездетной дворянке Александре Фёдоровне Хотяинцевой (1-е Покровское) и малая часть - майору Михаилу Семёновичу Фролову (2-е Покровское).
В 1862 году село насчитывало 93 двора с населением 734 жителя. В селе были 3 ярмарки, базар (8 июня, 1 октября, 25 декабря), мельница и один овчарный завод. На тот момент, до открытия школы, священник Михаил Васильевич Виноградов (1835) в своём доме, с помощью притча - диакона Фёдора Николаевского (1840), пономаря Ивана Кирилловича Глаголевского (1842) и дьячка Ивана Николаевича Зимина (1840) обучал 25 мальчиков.
В 1860-х годах образовывается Покровско-Марфинская волость с одноимённым волостным центром и крестьянским самоуправлением.
В 1864 году в 20 саженях от главной церкви Покрова Пресвятой Богородицы, вторым помещиком П-Мф и деревни 1-й Сергиевки майором Михаилом Семёновичем Фроловым (1816 г.р.) была построена вторая приписная маленькая, но высокая красно-каменная однопрестольная церковь в честь Святой Троицы. Перед входом в церковь со стороны господского дома стояли красивые высокие деревянные ворота, оконные рамы церкви были из кованого железа, их украшал витиеватый рисунок, в ней было 5 куполов. Общая площадь застройки-120,2 кв.м. В церкви совершались лишь помяные службы в будни дни и она звалась в народе просто часовня. 
Первая начальная школа в селе (на 15 мальчиков) была открыта на средства крестьянского общества в 1866 году. В 1871 году её стало финансировать Тамбовское уездное земство. Она стала называться земской. Она размещалась в волостном правлении рядом с арестантскими помещениями под одной кровлей.
В 1867 году церковный староста крестьянин-собственник за усердную службу Тимофей Маркин был награждён светским званием Тамбовской епархией.
9 октября 1875 г. коллежский советник Михаил Петрович Кадомский (1815-1881) пожертвовал Покровской церкви 30 десятин земли при хуторе Булгакова.
В 1876 г штат церкви был настоятель и 2 псаломщика, церковным старостой с 1872 был купец г. Усмани Мишутин. Приход насчитывал 3070 жителей, земли пашенной 30 десятин.
В конце 1860-х Тамбовское уездное земство начало развитие медицинской составляющей в сельской местности. В 1881 году земство намеревалось построить больницу в селе Лаврово. Но некоторыми земскими гласными высказывалось мнение, что наиболее подходящее место в селе Покровско-Марфинском, в котором по итогу она и была построена. Так как: разница составляла всего 9 вёрст, село имело значительные базары, что облегчало продовольствие, село занимало центральное удобное расположение, кроме того в 4 верстах возделывался кирпич, доставка которого обошлась бы значительно дороже на постройки в с. Лаврово. В Управе получили согласия Фроловой и общества крестьян как Покровско-Марфинского так и Лавровского. До постройки больницы П-Мф относилось к Араповскому медицинскому участку.
20 декабря 1883 года дворяне Александр Дмитриевич Венедиктов и Нил Владимирович Елагин в присутствии местного старшины Дронова осмотрели Покровско-Марфинскую земскую больницу и нашли её удовлетворительной. До этого были проведены торги на неё. 7 февраля 1884 года начинается приём больных, был образован 6-й Западный больничный участок. В неё из Бондарской больницы был переведён врач коллежский советник Даниил Петрович Остроумов. Размещалась в деревянном доме, построенном в 1873 году. Состав: врач заведующей больницей, попечитель, 2 классных фельдшера, акушерка, надзиратель, сиделка, кухарка, 2 сторожа , всего 24 кровати, 1 запасная. Смета на постройку 20391 руб.. Заразного отделения и операционной комнаты не было, все операции производились в палате, которая предварительно освобождалась от больных. Больные мылись в бане, которая топилась один раз в неделю, кухня общая с фельдшерами. Лечение и содержание больных было бесплатным.
В 1884 году, согласно подворной переписи село насчитывало 96 крестьянских дворов, ж.п. 307, м.п. 289, всего 596 жителей, из них 15 грамотных мужчин, 7 на обучении, 5 солдат на действительной службе. Село давало годовой доход государству 206 руб. в год. Действовал базар по воскресеньям и ярмарка на Святую Троицу. В приходе 12 деревень, в 2-7 верстах от храма.
Вследствие постановления земского собрания 5 октября 1884 г. и с согласия уездного училищного совета школа из П-Мф была переведена в Новознаменку по предложению волостного старшины гласного Захара Леонтьевича Дронова (1849), где охотно согласились дать этой школе приличное помещение.Из П-Мф она была перенесена по причине плохого помещения. Также в земской ставке, состоящей из 6 лошадей были прибавлены 2 лошади, из-за их нехватки, содержалась она Хопровым.
В 1886 году открывается вторая — церковно-приходская школа (37 учеников), при ней был свой певческий хор (позднее она была перенесена в д. Сергиевку). Имелось 2 православных храма, 2 школы, богадельня, 13 лавок, базар, 2 однодневные ярмарки (Троицкая и Покровская), кузницы. Стояло село на реке Сухая Липовица. 
В 1891 году причтом села было открыто общество трезвости, состоящее из 62 лиц и добавлен в состав притча 1 священник..
В период октября по 24 декабря 1892 года ветеринатрно-санитарной комиссией у содержателя земской ставки было уничтожено 9 сапных лошадей, в прошлом, в течение некоторого времени у этого же содержателя умерли лошади при таких же признаках болезни что и у 9 лошадей, но он не подозревал что это был именно сап.Прибавки лошадей на земские ставки в Лаврове и П-Мф были отклонены из-за эпидемии тифа.
В 1893 году специально для церковно-приходской школы было построено новое деревянное 1-этажное здание на каменном фундаменте, крытое железом (высота 3,5 м). Свет падал слева на парты. Был один класс — комплект и ночлежка для детей близлежащих сёл и деревень.
В 1896 году окрестности села насчитывали 1707 жителей мужского пола. Штат: 2 священника (Михаил Васильевич Виноградов (1835), Аркадий Петрович Островский(1862), диакон (Фёдор Николаевич Миловидов (1861) ) и 2 псаломщика (Иван Николаевич Зимин (1842), Иван Кириллович Глаголевский (1843). Имелись базар и больница (попечитель Е.М.Фролова).
В 1897 году на средства уездного земства было построено здание новой земской школы, на 120 мест с квартирами для учителей. Это было деревянное здание с 2 классами, крытое железом, на каменном фундаменте. При ней имелись: сад, ночлежка, огород, сторож и 2 квартиры для учителей. Из недостатков там была некоторая сырость и холод, относительная недостаточность света и неисправность печей. Выделялась также её тесность, оба отделения были сплошь заставлены столами, ретирад был далёк и местность около него была сильно загрязнена, но в общем школа была устроена хорошо. Сельским старостой в то время был Никита Сланский.
В этом же 1897 году, 12 октября крестьянин Лавровской волости д. Голодаевской поверенный от 44 крестьян-домохозяев Я. М. Буланов ходатайствовал Тамбовской уездной земской управе о переносе Покрово-Марфинского базара с земли дворянки Флоровой на землю общества крестьян и о переносе базарного дня с воскресенья на субботу по религиозным причинам. Мотивируя тем, что Фролова назначает слишком высокие арендные цены. Просьба о переносе земли была не удовлетворена, так как управа посчитала, что Буланов действовал в своих личных коммерческих интересах. Базар находился на землях дворянки Г. Евгении Михайловны Фроловой (1849) и существовал более 40 лет. Базар с начала основания был переведён из Тюменевки в П-Мф ещё её отцом по просьбе крестьян. На то время он был хорошо обстроен, в нём были каменные постройки и за долгий период существования базара многие торговцы построили там свои дома. Базарная площадь сдавалась в аренду на сумму 900 рублей в год. За то, что Фролова получала доход с базарной площади она отдавала безвозмездно усадьбы под волостное правление и Покровско-Марфинскую больницу, под церковь с караулкой и церковно-приходской школою, под кладбище было отведено ею 1/2 десятины земли и ежегодно отдавалось в пользу церкви 6 дес. под посев хлеба и 6 дес. ярового. В случае закрытия базара на этом месте крестьяне могли лишиться всех этих выгод. Прежде проситель Буланов вёл торговлю на этой площади, но после разногласий с Фроловой он перешёл на общественную землю. Просьба о переносе базарного дня также не была удовлетворена.
В 1898 году село насчитывало 806 жителей. Главные окрестные землевладельцы - Кадомский Сергей Михайлович, Кугушев, Ознобишин, Евгения Фролова, Иван Константинович Огарёв, Зинаида Сергеевна Коноплина.

### Начало XX века
К начала XX века Покровское-Марфино являлось волостным селом, где помимо прочего находились:
- Волостное правление (волостной старшина Николай Александрович Ментюков, волостной писарь крестьянин д. Дмитриевки Николай Петрович Кожухин, полицейский урядник Василий Фёдоров Попов);
- Двухкомплектная Земская школа (на 135 учеников, законоучитель священник Алексей Критский, учительница Зоя Ивановна Кива, учитель в 1916 году Семён Иванович Орлов);
- Кредитное товарищество (председатель Семён Иванович Орлов, член правления крест. Никита Васильевич Хитров, казначей крест. Пётр Михайлов Абрамов);
- Страховое общество от Тамбовского уездного Земского Страхования (бельгийский поданный Вильгельм Эдуардович Лесюис);
- Базар (по воскресеньям);
- Телефонная подстанция;
- Земская Почта (начальник почты Петров);
- Земская больница (врач - Остроумов Даниил Петрович, фельдшеры, акушерка);
- Амбулатория (ветеринар и фельдшер);
- Аптека (в едином одном здании больницы и амбулатории);
- Земская ставка (содержалась крест. Николаем Николаевичем Силкиным, затем Исаевым Никитой Антоновичем (1914), 15 лошадей (230 руб. за каждую). Тракт Б-Липовица, Кариан, Сосновка, Лаврово, Артемьевка, Грачёвка, Куньи Липяги, Эксталь и Волочёк).;
- Мануфактура (руководитель Цветнов Павел Семёнович);
- Пекарня (Иванова Александра Павловна).

Село являлось центром конгломерата более 20 деревень. В день Святой Троицы и в Покров День (1 октября) проводились однодневные Троицкая и Покровская ярмарки, в честь престольных праздников села. 
Имения и экономии близ села:
- мещанина Александра Фёдоровича Чурбакова — 185 десятин, в 5 км от села (Лесное);
- дворянки Елизаветы Леопольдовной Вольской — 106 десятин (д. Тюменево);
- купцов Василия и Николая Аносовых — 1700 десятин в 5 верстах;
- дворянина Владимира Дмитриевича Венидиктова (Алексеевка);
- купца Василия Ивановича Бедного в 2 километрах от Покрово-Марфино (д. Сергиевка) — 102 десятины;
- генерала Николая Аристарховича Пичугина, 425 десятин, в 3 верстах;
- дворянина Владимира Ивановича Жуковского, 130 десятин, в 3 верстах.

В 1900 году произошёл конфликт между земским врачом Даниилом Остроумовым с землевладельцем села Алексеевки Иваном Огарёвым. На его место пришёл Н.Н. Тургенев.После его смерти 1904 году и смерти Огарёва, Остроумов возвратился в штат больницы.
Летом 1901 года каменную церковь планировали перестроить, автором проекта был епархиархальный архитектор Феофил Александрович Свирчевский.
Осенью 1903 года собственность Фроловой в селе перешла к отставному поручику Фёдору Дмитриевичу Доможирову.Она взяла ссуду у Тамбовского дворянского банка под залог имения, но не смогла расплатиться, банк в свою очередь выставил имение на продажу. Аналогично по той же причине, другие часть имения (2-е Покровское) и имение в Сергиевке были проданы банком Борисоглебским купцам Бедновым.
1 июля 1904 года в селе открылось почтовое отделение, когда были закончены весь необходимый ремонт и надворные постройки. Расход составил 1320 руб. Тамбовское уездное земство взяло на себя расходы по первоначальному обзаведению заведения, постепенно содержание стало за счёт казны, по мере развития дохода. Помещение представляло арендованный (сроком на 3 года с платою по 100 руб. в год) каменный дом находящийся на базарной площади, принадлежавший Доможирову. Перевозка писем между Тамбовом и П-Мф 4-мью лошадями была возложена на крестьянина крестьянину с. Большой Липовицы Бабину (платою 1300 р. в год). 
В этом же 1904 году в июне на средства земства и крестьян при наблюдении С. М. Кадомского была открыта амбулатория при здании больницы. Постройка обошлась в 2632 р., при неё также предполагалось открыть бактериологический кабинет. Вместе с тем был произведён ремонт самой больницы (252 р.). Ранее постройка амбулатории была перенесена на 2 года, её потребность очень сильно ощущалась.С момента её постройки ветеринарные врачи за время десятилетия менялись с калейдоскопической скоростью. Причины этой смены лежали отчасти в большом и растянутом участке с массой работы и большими разъездами (150 сёл) и самой главной в плохих квартирных и рабочих условиях, подвал для медикаментов был сырой, в нем была вода на 2 аршина. Ремонты и постройки для применения нормального вида амбулатории производились медленно. В 1911 году в ней был ремонт, которых обошёлся в 573 рубля. В 1913 г. предполагалось пристроить к амбулатории тамбура (чтобы не было холодно зимой, тогда без неё работали при 6-7 градусов) и ожидальни для публики. Постройка новых квартир для амбулатории предполагалось сначала Уездным земством, затем Губернским. Вет. врачами в разное время были: В. Прозоровский (1902-1903), Матвеев  Вас. Андр (1903-1908)., Грабенко (1908-1909), Лебедев Алек. Павлов. (1909-1911), Полубояринов (1910), Алек. Лавров. Часовников (1912-1914), Кудрявцев Влад. Георг. (1914-1917).
Во время Революции 1905-1907 годов врач Прозоровский В.Ф и фельдшер Забродин И. в селе распространяли брошюры революционного содержания.
Доможировы продают большую часть имения крестьянину Ф.М. Переколонскому. 
В конце 1909 года крестьяне вновь ходатайствовали в земство о переносе базара с базарной площади, общей площадью 2-х десятин (ранее принадлежавшей Фроловой, затем дворянам Доможировым, и в тот момент принадлежала крестьянину Ф. М. Переклонскому) на общественную крестьянскую землю (находящуюся от последней в четверти версты у пруда, рядом с проезжей дорогой) и переносе базарного дня с воскресенья на субботу. В то время базар был: тесным, в самом центре базарной площади постройки скучены, занимал просёлочную дорогу на Грачёвку и находился слишком близко к церкви, старому кладбищу, больнице и почте, около которых вёлся торг, имелись ложбины и низина. В итоге решением Уездного земства базар был оставлен на прежнем месте, но с тем условие чтобы: 1) владелец базарной площади - крестьянин Ф. М. Преклонский увеличил существую площадь за счёт своих владений - так чтобы базар не занимал проезжей дороги, как на тот момент и был удалён на достаточное расстояние от церкви, кладбища и больницы, 2) чтобы имеющиеся на площади низины, ложбины были заровнены, 3) чтобы скученность торговых помещений на площади, по возможности, были устранена. Все эти требования были удовлетворены к 1911 году. В скором времени крестьяне обратились со вторым приговором в 1911 году о разрешении открыть им 2-й базар с правом торговли по субботам и одной ярмарки на 25 сентября. Просьба эта была мотивирована тем, что существующий в селе воскресный базар при ограниченном законом времени торговли не может удовлетворить всех потребностей жителей отдалённых от базара местностей. Она не была удовлетворена, сославшись на то что воскресные базары есть во многих селениях и не смотря на ограничения они вполне удовлетворяли потребности. 
В середине осени 1909 года кто-то поджог солому у землевладельца Василия Ивановича Беднова. Но в итоге дело было прекращено, в виду недостатка улик.

Описание села в 1911 году:
Церковь построена в 1799 году, помещиком Фёдором Фёдоровичем Хотяинцевым, каменная, тёплая. Престол в честь Покрова Пресвятой Богородицы; другая церковь маленькая, в 20 саженях от главной, тоже каменная, построена в 1864 году полковником М. С. Фроловым, однопрестольная, в честь Пресвятой Троицы и в ней совершаются поминные службы в будние дни.
Всего дворов в приходе 603, душ м. п. 2060, ж. п. 2144, великороссы, земледельцы, земельный надел от 1 до 3 десятин на ревизскую душу. Верховья реки Липовицы, а в деревнях - пруды. Почва - чернозём.
Деревень 18, хуторов 10.
Школы: две земских, одноклассных в с. Покровском и дер. Алексеевке, одна церковно-приходская в дер. Сергиевке. В земских школах причт получает по 40 к. за урок. Есть церковно-приходское попечительство, амбулатория с ветеринаром и фельдшером для лечения скота и страховое агентство. Ссудно-сберегательная касса в дер. Ивановке
Опись церковного имущества имеется. Метрические книги с 1799 года.
Штат: 2 священника (Василий Иванович Митропольский (1848, награждён орденом св. Анны, 3 степени), Алексей Петрович Критский (1876), диакон (Василий Никитич Пастушков (1881) и 2 псаломщика (Иоакинф Николаевич Зимин (1841-27.07.1916), Иван Кириллович Глаголевский (1843) ).
Причт имел земли усадебной З десятин, полевой 63 дес., из коих 30 дес. в 0,5 вер. от церкви, 30 дес. в 5 вер и 3 дес. в 3 в.. Доходность от земли 945 р. в год. Братского дохода 1240 р. на оба штата. Причтового капитала 1200 руб. Дома у причта собственные.
От ж-д станции "Кандауровка" в 30 в., от г. Тамбова в 50 вер, от Больше-Липовицкого благочинного округа в 10 вер, почтово-телеграфное отделение, больница с доктором, фельдшерами и акушеркой, базар, волостное правление, земской начальник, становой пристав, находятся в Покровском Марфине. Земский начальник 7 уч., пристав 4 стана.

К 1911 году Покровско-Марфинский медицинский участок давно требовал обновления и расширения своих построек, в особенности этой касалось амбулатории и квартир, не приспособленных надлежащим образом обеспечить должного качество. В 1910 году Санитарным Советом намечалось продлить срок аренды здания амбулатории (срок аренды был мал из-за этого были риски) и построить рядом с ней новые квартиры для фельдшеров, но Управа отклонила это предложение, ввиду того что больничная усадьба в селе находилась на земле г. Переклонского, который на предложение об передачи усадьбы в земство отказался. По итогу переговоров Преклонский согласился продать Уездному земству усадьбу, которую занимала больница и прилегающей к усадьбе участок, предназначенный для постройки квартир фельдшерам ценой за 1500 рублей. Размер всей купленной территории 1 дес. 2150 кв. сажень. К 1914 году квартиры были построены, их было две, однако они изначально они не были меблированы, на это ушло 180 рублей.
В 1911 году село насчитывало 114 дворов с населением 796 жителей. Форма землевладения — подворно-наследственное. Сельскими старостами были: Пётр Аллёнов (1-е Покровское) и Дронов С.В. (2-е Покровское).
Покрово-Марфино являлось центром Западного (Покровско-Марфинского) медицинского округа (куда входили Покровско-Марфинская волость и Куньевская, Богословско-Новиковская, Грачёвская, Лавровская и Грачёвская, 109 селений и  36 хуторов, всего 32931 жителей). За 1914 год амбулаторией было обслужено более 7319 животных, с каждым годом увеличивалась принятие больных. Содержание больницы за 1899 г. обошлось порядка 3303 рублей в год. Врач выезжал в раз в месяц на фельдшерские пункты.
В годы Первой Мировой войны в окрестности села стали прибывать беженцы из Гродненской, Виленской, Волынской (Луцкий уезд) губерний.
В период ноября 1914 года в селе была эпидемия кори, по этому случаю в школе занятия были перенесены. Население в то время составляло 1044 жителей.
24 января 1915 года в селе был похоронен генерал-майор Владимир Жуковский. В 16-17 часов вечера было привезено тело из г. Варшавы в село. Погребение состоялось на следующий день, 25 января, в семейном склепе Жуковских около местной Покровской церкви. Помимо Жуковского на этой территории были захоронены генерал-майор  Николай Аристархович Пичугин (06.1917.), И.К. Огарёв (1904) и другие дворяне вместе с бывшими помещиками. На этой территории близ церкви и больницы, помимо этих склепов были захоронения церковного штата. Все эти надгробия впоследствии были разграблены и сброшены в подземные ходы под амбулаторию.
29 ноября 1915 года было открыто Покровско-Марфинское потребительское общество из-за повышающихся цен на товары. В этом году кто-то поджог сарай у помещицы Клавдии Александровной Кадомской. Но в итоге дело было прекращено, в виду недостатка улик.
В 1916 г. причту Покровской церкви было назначено казённое пособие. В сентябре этого же года причту Покровской церкви от епархии также было назначено содержание за счёт кредита на сумму 950 рублей. 
В начале 1917 года утверждается 2-ое Покровско-Марфинское общество потребителей.

### Советский ранний период
В октябре-ноябре 1918 года в селе, в Покровско-Марфинской и близлежащих волостях происходят восстания, в связи с введением хлебной монополией, налоговым обложением и реквизиции скота. Для их подавления был направлен из Тамбова отряд в 1000 человек. К 13 ноября восстание было подавлено. Один из главных боёв был под Покр-Марф..
В конце того же года земская школа была преобразована в единую трудовую школу I-ой ступени. При кредитном товариществе был организован Покрово-Марфинский ссыпной пункт № 43, куда во время продразвёрстки свозилось продовольствие крестьян.
Во время Тамбовского восстания село было отмечено в числе тех, кто пострадало от пожаров и орудийных снарядов. В конце зимы 1921 года были запрошены в волость красноармейские части для подавления набегов.
С самого начала 1920-х годов начали действовать: театральный кружок и волостная библиотека, народный суд, агрономический участок, прокатной пункт при аграном. участке. Создаются 2 сельско-хозяйственные артели "Марфинское" и "2-й Луч" и П-мф ссудо-сберегательное товарищество. Имелись участковое страховое агентство, телефонная подстанция при вол. исполкоме , почтово-телеграфное отделение, Госсельсклад, который снабжал крестьян плугами, железными боронами, конными жнейками и другим инвентарём на кредитных условиях.
В 1923 году село насчитывало 184 домохозяйства с населением 1014 жителей.
В 1924 году был образован 4-й судебный район Тамбовского уезда, центром которого было Покрово-Марфино, оно обслуживало П-Мф волость и Сосновскую.
В декабре 1925 года группа из 4-х кулаков подбирала компрометирующий материал на председателя волостного исполнительного комитета и членов ВКП(б), заявляя, что ни один из них не попадет в ВИК. Эта группа также предполагала на съезде стравить между собой партийцев, расхваливая одних и ругая других. Участковым врачом в то время был Биллер Николай Готлибович. Председателем комитета взаимопомощи был Шорин - друг волисполкома - Кириллова, за месяц ещё до перевыборов он был назначен на эту должность и в продолжении этого времени совершенно ничего не сделал, уехал домой и там проживал. Но, несмотря на это Кириллов опять заставил его избраться. Фонда никакого при волисполкоме не имелось, не было запахано ни одной десятины земли, дела сельских комитетов находились в хаотическом состоянии, во многих из них не было секретарей, в комитет взаимопомощи крестьяне не втягивались.
По данным Всесоюзной переписи 1926 года село насчитывало 243 русских домохозяйств, прочих - 1, всего 1169 жителей.
Летом 1926 года тамбовским губернским отдел рабпроса и прокурором были отстранены и осуждены многие исполнители власти Покровско-Марфинской волости по причине коррупции и кумовства в результате бытового конфликта. Среди них народный судья Ярыгин, начальник милиции Анциферов, делопроизводитель милиции Зарубкин, председатель сельсовета Павлов и председатель волисполкома Кириллов.
Зимой 1928 года из Тамбова село посетил самолёт осоавиахима.В этом же году село становится районным центром Покрово-Марфинского района. В бывших зданиях дворян  обосновались новые власти: райком партии, райисполком, военкомат, отделение госбанка. В центре, в домах крупных лавочников, в волостной избе также расположились милиция, прокуратура, суд, райпотребкооперация и др.. Появилось много служащих, которые снимали жилье у крестьян, покупали у них продукты. У крестьян появилась возможность устраиваться во все эти учреждения на низовые должности. 
В январе 1929 года регистрируется Покрово-Марфинское сельхозхозяйственное кредитное товарищество.
Во годы коллективизации на территории Покрово-Марфинского сельсовета в начале 1930-х годов были образованы три колхоза — «им. Дзержинского» (с. Покрово-Марфино), «Память Ильича» (д. Солдатское), «Красная Звезда» (д. Сергиевка). В местных колхозах на первых порах председательствовали бывшие старосты сельских обществ, и работа ладилась, многое шло по старинке. Например, успехи колхоза им. Дзержинского крестьяне связывали с тем, что председателем там долгое время был Меньшов, бывший управляющий на конезаводе у помещика в деревне Аносово. Но потом он был смещён и председатель стали меняться по раз-два в год.
В 1931 году появились первые трактора, организовалась Покрово-Марфинская МТС. Колхоз им. Дзержинского в довоенные и военные годы являлся самым крупным в Покрово-Марфинском районе передовым хозяйством по урожайности зерновых и технических культур. В этом же году в подарок районному съезду советов была запущена электростанция, построенная и оборудованная исключительно на местные средства. Использовалась технология "лампочка Ильича". Станция обслуживала районные учреждения, мельницу и колхозы, также были освещены улицы села.
В 1932 году село насчитывало 1075 жителей.
В начале 1930-х годов школа была переведена в статус семилетней. А с 1936 в статус средней. В 1938 году было построено для неё новое здание. Директором школы с 1933 года до начала войны была Антонина Семёновна Иноземцева.
В 1937 году был закрыт 2-й храм в селе в честь Пресвятой Троицы, в ней после этого располагался магазин, там же хранили зерно и кориандр. А первую церковь Покрова Пресвятой Богородицы перестроили в дом культуры. К 1941 году уже не действовала ни одна церковь в Покрово-Марфинском районе. Однако существовали скрытно 2 молельных дома в селе.
В 1941 году село насчитывало 92 домохозяйства. В это время имелись: 1 начальная и средняя школа (при ней интернат), электростанция (мощность 18, 5 квт.), баня, парикмахерская, типография при которой выпускалась районная газета "Колхозный труд", хлебопекарня, контора связи, телефонная станция на 100 метров, радио узел, 4 магазина, столовая, средняя школа (учащихся 706), постоянное кино при доме Культуры, районная библиотека, больница на 52 койки с родильным отделением на 15 мест, врачебная амбулатория, оборудованный рынок, базары 4 раза в месяц, аптека и противомалярийный пункт.  В летнее время село было связано с Тамбовом автобусным сообщением. Население составляло 1128 жителей.
Перед Великой Отечественной войной начинается строительство нового двухэтажного здания школы. Во время войны в недостроенном помещении находился ссыпной хлебоприёмный пункт.
В годы Второй Мировой Войны с территории Покрово-Марфинского сельсовета на фронт было призвано 4627 жителей. Из них не вернулось 1523 человека. В военные годы, возглавляемый первым председателем П. М. Русаковым, колхоз не уменьшил площади посевных земель. Всё, что выращивалось на полях и фермах, отправлялось на фронт. Так как не хватало топлива, многие деревянные кресты с кладбища были убраны. В эти годы действовал детский дом и начали поступать в район эвакуированные, всего их по району было 1182 человека (на 30.12.1942), из которых детей школьного возраста 146 человек.Многие семьи из них не имели даже обувь и одежду.
С января 1942 года в селе началось строительство оборонительного фронтового рубежа  - огневые сооружения, землянки, противотанковые препятствия. Работы завершились к 20 февраля.Также вёлся набор партизанских групп.

### Советский поздний период
В начале 1950-х в селе активно работает потребительская кооперация. Один за другим открываются магазины (к 1953 их было 12). Появляются: здание общественной столовой, мастерская по пошиву одежды, детский сад, птичник, свинофермы, конюшня, овцефермы. Расширяется штат и количество коек Покрово-Марфинской больницы, роддома, строится здание детского сада на 60 человек. В 1952—1953 году усилиями директора школы Климовой Нины Тимофеевны было открыто новое двухэтажное здание школы и посажен берёзовый парк при ней в 1948 году. Уровень благосостояния людей вырос. В то время в селе действовали: хлебопекарня, дом быта, мастерская по пошиву одежды, школы, интернат, детский сад, птичник, свинофермы, конюшня, овцефермы.
В 1957 году происходит разрушение Троицкой церкви, купола, обвязав верёвками, тянули при помощи лошадей и множества местного люда. Её кирпичи использовали на капитальный ремонт коммунальных квартир и здания райисполкома. Сейчас на этом месте стоит обелиск в память погибших односельчан в годы Великой Отечественной войны, установленный в начале 1990-х. Когда строительные бригады рыли котлован для создания фундамента памятника, то были обнаружены мемориальные плиты и человеческие останки.
В 1959 г. село теряет статус райцентра. Его относят к Волчковскому району, затем к Петровскому, в конце концов — к Знаменскому. Произошло некоторое сокращение населения: мигрировали работники РОВД, районного суда, прокуратуры, госбанка, Райисполкома и его отделы. Но положительная демографическая ситуация послевоенных лет увеличила численность населения села. Население села тогда составляло 515 человек.
В начале 1960-х одиннадцатилетняя школа ежегодно обучала 600—800 человек. Занятие велись в две смены, школа готовила полеводов-механизаторов и животноводов-механизаторов. В 1970-х годах после окончания школы выпускники наряду с аттестатом, получали права на вождение трактора и других сельхоз машин. При школе имелся интернат, где в зимнее время проживали дети из отдаленных деревень. В 5 класс прибывали дети, ранее обучающиеся в Булгаковской, Ильинской, Сергеевской, Тюменевской начальных школах.
В 1960 году 3 колхоза реорганизовались в совхоз «Покрово-Марфинский», включающий в себя 4 отделения. В 1962 году совхоз поделили на 2 совхоза «Покрово-Марфинский» и «Александровский». Совхоз имел земли до 12000 га. В нём выращивали зерновые культуры, сахарную свеклу, подсолнечник, кукурузу. Отрасли - свиноводство, овцеводство, крупный рогатый скот.
По свидетельству старожилов с момента окончания войны в течение 1960-1970 годов природных условия облик села кардинально изменился, появляются лесополосы. Вместе с тем с конца 1960-х начинается отток населения. В 1970 году был закрыт родильный дом.
В 1975 году к селу была присоединена близлежащая деревня 8-я Ольховка.
В 1985 году здание Покровской церкви было окончательно разрушено.

### Конец XX — начало XXI века
В 1992 году совхоз был поделён на паи. На их базе был образован с/х кооператив, просуществовавший до 2002 года.
В 2000 году село было постепенно газифицировано.
В 2004 году перестала действовать Покрово-Марфинская участковая больница. В 2007 году в её здании открылся дом-интернат для пожилых людей, большинство бывшего штата больницы перешло сюда.

## Население
В 1989 году в селе проживало — 908 жителей.
В 2002 году в селе проживало — 748 жителей.
В 2006 году в селе проживало — 731 житель.

В 2008 году в селе проживало — 749 жителей.
| 2010 |
| ---- |
| 751  |

В 2023 году в селе проживало — 623 жителя.

## Инфраструктура
В современном селе находится:
- администрация поселения;
- ФАБ;
- школа;
- детский сад;
- библиотека;
- спортивный зал;
- банк;
- концертный зал;
- почтовое отделение:
- Дом-интернат для ветеранов войны и труда;
- танцевальный зал;
- магазины.

## Транспорт
На окраине проходит автомобильная дорога федерального значения Р193, соединяющей города Воронеж и Тамбов.
В центре села остановка общественного транспорта. На август 2021 года действовали маршруты 100 и 109 до Тамбова.